# ناي أنبان
ناي أنبان هو نوع من مزمار القربة الذي يحظى بشعبية في جنوب إيران وخصوصا حول بوشهر. كلمة ناي أنبان فارسية وتعني باللغة العربية حقيبة الأنابيب. هذه الآلة الموسيقية مشابه لآلة الجربة البحرينية التي يعزف على الهولة في جزر الخليج العربي.
في بوشهر يستخدم ناي أنبان في موسيقى السارفا وهو غناء مقاطع حر.
الـني أنبان الإيراني هو آلة نفخ تقليدية تتكوّن من جزئين رئيسيين: الكيس والمصوّت (الأنبوب الموسيقي). يُصنع الكيس عادةً من جلد الماعز ويعمل كخزان للهواء. عند نفخ الهواء في الكيس، ينتقل الهواء إلى المصوّت، مما يُنتج صوتاً مستمراً. يُستخدم الني أنبان بشكل شائع في الموسيقى الفلكلورية في جنوب إيران.